# Польское анатомическое общество
Польское анатомическое общество (пол. Polskie Towarzystwo Anatomiczne) — польское научное общество, основанное в 1926 году. Первым председателем Общества был доктор наук, профессор Ягеллонского университета Генрих Гойер (1926—1937 гг.).
Согласно Уставу, целью Общества является содействие прогрессу знаний в области морфологических наук; поддержка научного творчества в области морфологии и смежных дисциплин; поддержание контактов с профильными научными обществами. Для достижения этих целей Общество организует научные встречи и конференции, проводит курсы, лекции и иные мероприятия, направленные на повышение знаний в области морфологических наук; сотрудничает с государственными учреждениями, польскими и международными научными обществами.
В состав Общества входят 14 территориальных филиалов и 9 научных секций, объединяющих 304 члена Общества.
Общество является членом «Международной федерации анатомических обществ» (англ. International Federation of Associations of Anatomists) (FIAA) и «Европейской федерации экспериментальной морфологии» (англ. European Federation for Experimental Morphology) (EFEM).
Общество публикует два ежеквартальных издания — научные журналы Folia Morphologica и Postępy Biologii Komórki.
Председателем Общества является доктор наук, профессор Marek Grzybiak.
Актуальная информация о деятельности Общества публикуется на сайте www.pta.info.pl.